# Левкин, Владимир Никитович
Владимир Никитович (Никифорович) Левкин (Лёвкин) (1931 — 1966) — советский футболист, защитник, полузащитник. Мастер спорта СССР (1958).
Начинал играть в клубах КФК «Спартак» Херсон (1953) и команде КСХИ «Наука» (1954—1955), обладатель Кубка Молдавской ССР 1955. В 1955 году перешёл в «Буревестник» Кишинёв, с которым стал победителем I зоны класса «Б». В 1956—1960 годах за команду, переименованную в 1958 году в «Молдову», в чемпионате СССР провёл 91 игру.
Участник Спартакиады народов СССР 1956 года в составе сборной Молдавской ССР.
В составе «Буревестника» участник в 1957 году матчей с командами «Баия» (Бразилия, 0:1), «Стягул рошу» (Румыния, 3:1), «Петролул» (Румыния, 4:3).
Скончался в 1966 году.